# Barranco de Las Angustias
Barranco de las Angustias är en park i Spanien.   Den ligger i provinsen Provincia de Santa Cruz de Tenerife och regionen Kanarieöarna, i den sydvästra delen av landet, 1 800 km sydväst om huvudstaden Madrid. Barranco de las Angustias ligger 675 meter över havet.
Terrängen runt Barranco de las Angustias är bergig åt nordost, men åt sydväst är den kuperad. Runt Barranco de las Angustias är det ganska glesbefolkat, med 48 invånare per kvadratkilometer. Närmaste större samhälle är Los Llanos de Aridane, 4,4 km söder om Barranco de las Angustias. 